# Acumulator litiu-aer
Acumulator litiu-aer reprezintă un acumulatori în care un anod litiu este cuplat electrochimic la oxigenul atmosferic printr-un catod de aer. În timpul descărcării, cationii de litiu de la anod trec printr-un electrolit și se combină cu oxigenul la catod (de obicei alcătuit din carbon poros) pentru a forma oxid sau peroxid de litiu, care se introduce în catod; fluxul de electroni de la anod la catod printr-un circuit de încărcare.
Acumulatorii litiu-aer au o densitate de energie mai mare decat bateriile litiu-ion din cauza catodului mai ușoar și de faptul că oxigenul este disponibil în mediu și nu trebuie să fie stocat în baterie. Teoretic, cu oxigen, ca reactant catod nelimitat, capacitatea bateriei este limitată de anodul Li. Bateriile litiu-aer sunt în prezent în curs de dezvoltare și  sunt încă disponibile pe piață la unele modele de telefoane mobile:spre exemplu cei de la firma Oukitel care au introdus pe un smartphone o baterie de 10.000mA.